# Mehmet Rauf
Mehmet Rauf (* 24. August 1875 in Balat, Istanbul; † 25. Dezember 1931 ebenda) war ein osmanischer Autor, der der Edebiyat-ı Cedîde Strömung zugerechnet wird.

## Leben
Rauf besuchte die militärische Soğukçeşme-Schule und absolvierte danach die Marineakademie im Jahre 1893 als Marineoffizier. 1884 ging Rauf als Praktikant auf die damals osmanische Insel Girit. Später war Rauf Verbindungsoffizier auf den Botschaftsschiffen in Trabya. Mehmet Rauf heiratete insgesamt drei Mal. Seine erste Frau war die Tochter der Tante des bekannten Schriftstellers Tevfik Fikret. 1908 verließ Rauf die Marine und verdiente seinen Lebensunterhalt mit seinen Schriften.
Er schrieb für verschiedene Periodika, unter anderem Servet-i Fünun. Sein bekanntestes Werk Eylül (September) gilt als der erste "psychologische" Roman der türkischen Literatur. Er gab auch zwei Frauenzeitschriften namens Mehasin (1909) und Süs (1923) heraus.

## Werke

### Gedichtband
- Siyah İnciler (1900)

### Romane
- Eylül (1900/1901)
- Ferda-yı Garam (1913), Liebe ohne Morgen, 163 Seiten, Manzara Verlag, Pfungstadt 2014, ISBN 978-3-939795-24-7
- Karanfil ve Yasemin (1924)
- Genç Kız Kalbi (1914)
- Böğürtlen (1926)
- Son Yıldız (1927)
- Halas (1929)
- Kan Damlası (1928)
- Define (1927)
- Bir Zambak Hikayesi (1910)

### Theaterstücke
- Cidal (1922)
- Sansar (1920)
- Ceriha (1923)
- Ferdi ve şürekası (1909)
- Pençe (1909)
- Yağmurdan Doluya (1919)